# Grbi Do
Grbi Do este un sat din municipiul Podgorica, Muntenegru. Conform datelor de la recensământul din 2003, localitatea are 27 de locuitori (la recensământul din 1991 erau 34 de locuitori).

## Demografie
În satul Grbi Do locuiesc 23 de persoane adulte, iar vârsta medie a populației este de 48,2 de ani (40,3 la bărbați și 55,6 la femei). În localitate sunt 10 gospodării, iar numărul mediu de membri în gospodărie este de 2,70.
Populația localității este foarte eterogenă.
|  |

| Demografie | Demografie | Demografie |
| An         | Locuitori  | Locuitori  |
| ---------- | ---------- | ---------- |
|            |            |            |
|            |            |            |
|            |            |            |
|            |            |            |
| 1948       | 119        |            |
| 1953       | 109        |            |
| 1961       | 124        |            |
| 1971       | 89         |            |
| 1981       | 40         |            |
| 1991       | 34         | 33         |
| 2003       | 31         | 27         |

| \| Componența etnică conform recensământului din 2003[2] \| Componența etnică conform recensământului din 2003[2] \| Componența etnică conform recensământului din 2003[2] \| Componența etnică conform recensământului din 2003[2] \| Componența etnică conform recensământului din 2003[2] \| \| ----------------------------------------------------- \| ----------------------------------------------------- \| ----------------------------------------------------- \| ----------------------------------------------------- \| ----------------------------------------------------- \| \| \| \| \| \| \| \| Sârbi \| Sârbi \| \| 14 \| 51,85% \| \| Muntenegreni \| Muntenegreni \| \| 13 \| 48,14% \| \| necunoscută \| necunoscută \| \| 0 \| 0% \| |              |  |    |        |
| Componența etnică conform recensământului din 2003 |              |  |    |        |
| |              |  |    |        |
| Sârbi | Sârbi        |  | 14 | 51,85% |
| Muntenegreni | Muntenegreni |  | 13 | 48,14% |
| necunoscută | necunoscută  |  | 0  | 0%     |